# Mineros de Zacatecas
Mineros de Zacatecas Fútbol Club – meksykański klub piłkarski z siedzibą w mieście Zacatecas, stolicy stanu Zacatecas. Występuje w rozgrywkach Liga de Expansión MX. Domowe mecze rozgrywa na obiekcie Estadio Carlos Vega Villalba.

## Historia
Klub powstał w maju 2014, kiedy to przedsiębiorstwo Grupo Pachuca przeniosło licencję zarządzanego przez siebie drugoligowego zespołu Estudiantes Tecos z Guadalajary do miasta Zacatecas i zmieniło jego nazwę na Mineros de Zacatecas. Stan Zacatecas był w tamtym okresie „białą plamą” na mapie meksykańskiej piłki nożnej. Mineros stał się pierwszym od jedenastu lat (po Real Sociedad de Zacatecas) lokalnym klubem na szczeblu drugiej ligi. Domowym obiektem Mineros został mogący pomieścić 16 tysięcy widzów Estadio Francisco Villa (później przemianowany na Estadio Carlos Vega Villalba).
25 lipca 2014 pierwszego gola w historii klubu zdobył Gustavo Ramírez w meczu drugiej ligi z Necaxą (2:1). Wpisał się na listę strzelców w 4. sekundzie spotkania, strzelając tym samym najszybszą bramkę w dziejach meksykańskiej piłki. Przez pierwsze kilka lat istnienia Mineros był klubem partnerskim innych zespołów należących do Grupo Pachuca – pierwszoligowych CF Pachuca i Club León.
W czerwcu 2020 Grupo Pachuca, bezpośrednio po gruntownej reformie drugiej ligi meksykańskiej, sprzedała klub lokalnemu przedsiębiorcy Eduardo Lópezowi Muñozowi, prezesowi Grupo ISLO.

## Aktualny skład
Stan na 12 kwietnia 2025.
| Nr | Poz. | Piłkarz               |
| -- | ---- | --------------------- |
| 1  | BR   | Leonardo Durán        |
| 4  | OB   | Diego Marmolejo       |
| 5  | OB   | Jorge Rodarte         |
| 6  | OB   | Ricardo Peña          |
| 7  | NA   | Andrés Preciado       |
| 8  | NA   | Brian Figueroa        |
| 9  | NA   | Luis Razo             |
| 10 | NA   | Juan Christian Blanco |
| 11 | PO   | José Ávila            |
| 14 | PO   | Óscar Mazatán         |
| 15 | OB   | Anderson Villacorta   |

| Nr | Poz. | Piłkarz                 |
| -- | ---- | ----------------------- |
| 17 | PO   | Ernesto Castillo        |
| 18 | PO   | Andrés Mendoza          |
| 19 | NA   | Kevin Magaña            |
| 20 | PO   | Gerardo Padilla         |
| 21 | OB   | Brandon Espinosa        |
| 22 | OB   | José Hernández Clemente |
| 23 | PO   | Alonso García           |
| 24 | OB   | Pablo Padilla           |
| 27 | NA   | Juan José Calero        |
| 30 | PO   | Japheth Jiménez         |
| 33 | BR   | Fernando Hernández Mata |